# Мартин, Пегги
Пе́гги Ма́ртин (англ. Peggy Martin) — американская кёрлингистка.
В составе женской сборной США участник чемпионата мира 1985 (заняли девятое место). Чемпионка США среди женщин.
Играла на позиции третьего.

## Достижения
- Чемпионат США по кёрлингу среди женщин: золото (1985).

## Команды
| Сезон   | Четвёртый   | Третий       | Второй       | Первый       | Турниры                        |
| ------- | ----------- | ------------ | ------------ | ------------ | ------------------------------ |
| 1984—85 | Бев Бирклид | Пегги Мартин | Джерри Эванс | Катрина Шарп | ЧСШАЖ 1985 · ЧМ 1985 (9 место) |

(скипы выделены полужирным шрифтом)